# Lukas (film, 1998)
Lukas (v anglickém originále The Minion, též Fallen Knight) je kanadsko-americký akční nadpřirozený filmový horor z roku 1998, který režíroval Jean-Marc Piché. Ve filmu hrají Dolph Lundgren a Françoise Robertson.

## Děj
Příběh filmu se točí okolo příchodu Apokalypsy, který je ohlašován blížícím se osvobozením Antikrista z hlubin pekla prostřednictvím  brány vždy na konci tisíciletí. Tato brána může být otevřena pouze speciálním klíčem, který byl střežen řádem templářů (kteří v v tomto filmu existovali od posledních dnů Ježíše Krista). Klíč je hledán služebníkem Antikrista, známým jednoduše jako Pochop (v originále Minion), démonickým duchem, který se přenáší do dalšího dostupného hostitelského těla, když je jeho předchozí tělo zabito. Jeho první pokus získat klíč na konci roku 999 je zmařen; jediný přeživší templář ze skupiny pověřené ukrytím klíče nakonec odpluje lodí na západ, na "konec světa", aby klíč udržel mimo dosah Pochopa.
O tisíc let později, krátce před Vánocemi roku 1999, dva městští inženýři náhodou najdou pod New Yorkem skrytou templářskou pohřební komoru. Archeoložka Karen Goodleaf je pověřena prozkoumáním komory a jejího obsahu, když je napadena Pochopem. Než však stihne Pochop získat klíč, je zastaven mužem v kněžském oděvu, který zabije Pochopovo hostitelské tělo úderem ostnaté rukavice do krku a poté si klíč vezme pro sebe. Zmatená Karen se vydá za mužem, který se jí nakonec představí jako Lukas Sadorov, templář a bývalý příslušník Specnaz, který dezertoval ze sovětské armády poté, co byl svědkem masakru civilistů v Afghánistánu, a byl vyslán hlavou svého řádu, aby klíč získal zpět. Karen trvá na tom, že půjde s Lukasem, a nakonec si získává jeho důvěru. Po tom, co viděla Pochopa v akci, navrhne, aby klíč ukryli v úložišti jaderného odpadu postaveném na pozemcích jejího dětského domova, jehož přetrvávající radioaktivita by teoreticky zabránila Pochopovým hostitelským tělům v jeho získání. Získá pomoc svého dědečka, Michaela Beara, mohawského šamana, který pracuje jako předák v úložišti a tím získají přístup k úložišti.
Pochop však opakovaně ovládá lidi, kteří nechtěně přijdou do kontaktu s jeho předchozími hostitelskými těly, což mu umožňuje pokračovat v jeho neúprosném pronásledování. Nakonec ovládne Karenina bývalého učitele archeologie profesora Schulmana, který pomáhá newyorské policii při vyšetřování zdánlivého případu sériové vraždy, a oklame policii, aby zahájila hon na Lukase. Po zabití Karenina dědečka a přestrojení se do jeho radiačního obleku oklame Pochop Lukase, aby mu dal klíč, a s ním uprchne do Jeruzaléma. Tam se nachází templářské svatyně a v její kryptě brána do pekla.
Pochop dorazí do templářského hlavního stanu těsně před Lukasem a Karen, překvapí templáře a zabije většinu z nich. Bernardovi, poslednímu z templářských rytířů, se podaří zabít Pochopova hostitele, ale tím jen nechtěně umožní Pochopovi, aby ovládl jeho tělo a tak vložit klíč do brány. Lukas a Karen dorazí krátce nato a zatímco Karen se snaží vyjmout klíč ze zámku, Lukas bojuje s posedlým Bernardem a zabije ho. Spolu se jim, i přes pokušení samotného Antikrista, podaří zabránit otevření brány těsně předtím, než je prolomena poslední pečeť na dveřích. Lukas se rozhodne obnovit zdecimovaný templářský řáda a Karen se rozhodne k němu připojit, což znamená úsvit nové generace templářů, kteří budou střežit bránu a klíč.

## Obsazení
- Dolph Lundgren jako Lukas Sadorov
- Françoise Robertson jako Karen Goodleaf
- Roc LaFortune jako David Schulman
- Allen Altman jako Dante
- Andy Bradshaw jako fotograf
- Michael Greyeyes jako Gray Eagle
- David Nerman jako poručík Roseberry
- Jean-Marc Bisson jako Bernard
- Anik Matern jako policejní poručík
- Tony Calabretta jako dispečer
- Don Francks jako Michael Baer
- Tedd Dillon jako cizinec
- Matt Holland jako policista z parkoviště
- Dennis St John jako Gregor
- Michel Perron jako Giannelli